# Dărmănești
Dărmănești là một thị xã thuộc hạt Bacău, România. Dân số thời điểm năm 2002 là 14222 người.